# Верхний Ульхун
Ве́рхний Ульху́н — село в Кыринском районе Забайкальского края России. Административный центр сельского поселения «Верхне-Ульхунское».

## География
Расположено на левом берегу реки Онон, в 55 км к востоку от районного центра — села Кыра.

## История
Основано в 1728 году как казачий караул. С 1872 по 1918 год центр Верхнеульхунской станицы 2-го отдела Забайкальского казачьего войска.

## Население
| 2002 | 2010 | 2021 |
| ---- | ---- | ---- |
| 1127 | ↘818 | ↘649 |